# Éjjeli ügynök
Az Éjjeli ügynök (eredeti cím: The Night Agent) 2023-tól vetített amerikai akció-thriller sorozat, amelyet Shawn Ryan készített Matthew Quirk The Night Agent című regénye alapján. A főbb szerepekben Gabriel Basso, Luciane Buchanan, Fola Evans-Akingbola, Sarah Desjardins és Eve Harlowa látható.
Amerikában és Magyarországon is 2023. március 23-án mutatta be a Netflix.
2024 októberében berendelték a harmadik évadot.

## Cselekmény
Peter Sutherland FBI-ügynök belekeveredik egy hatalmas összeesküvésbe, amely az Egyesült Államok kormányának legmagasabb szintjein működő tégláról szól. A nemzet megmentése érdekében kétségbeesett vadászatba kezd az áruló után, miközben megvédi Rose Larkin volt vezérigazgatót azoktól, akik meggyilkolták nagynénjét és nagybátyját.

## Szereplők

### Főszereplők
| Színész              | Szereplő          | Magyar hang      | Leírás |
| -------------------- | ----------------- | ---------------- | --- |
| Gabriel Basso        | Peter Shuterland  | Lengyel Benjámin | FBI ügynök, aki a Fehér Házban dolgozik Éjjeli ügynökként.                                                                                 |
| Luciane Buchanan     | Rose Larkin       | Mentes Júlia     | Fiatal kiberbiztonsági vállalkozó és két Éjjeli ügynök unokahúga.                                                                          |
| Fola Evans-Akingbola | Chelsea Arrington | Mikecz Estilla   | Ambiciózus amerikai titkosszolgálati ügynök, aki Maddie védőosztagát vezeti.                                                               |
| Sarah Desjardins     | Maddie Redfield   | László Lili      | Az alelnök lánya. |
| Eve Harlow           | Ellen             | Dobó Enikő       | Kiszámíthatatlan bérgyilkos |
| Phoenix Raei         | Dale              | Vizi Dávid       | Profi bérgyilkos és Ellen társa |
| Enrique Murciano     | Ben Almora        | Debreczeny Csaba | Az Egyesült Államok titkosszolgálatának igazgatója                                                                                         |
| D. B. Woodside       | Erik Monks        | Zöld Csaba       | Az amerikai titkosszolgálat veterán ügynöke, akit újonnan Maddie mellé rendeltek.                                                          |
| Hong Chau            | Diane Farr        | Ullmann Mónika   | Fehér Ház kabinetfőnöke. |
| Arienne Mandi        | Noor Taheri       | Kis-Kovács Luca  | Kezdő asszisztens az iráni ENSZ-missziónál New Yorkban, aki menedékjogot kér az Egyesült Államokban azáltal, hogy együttműködik az FBI-al. |
| Louis Herthum        | Jacob Monroe      | Rosta Sándor     | Illegális hírszerzési kereskedő. |
| Berto Colon          | Solomon Vega      | Schmied Zoltán   | Volt tengerészgyalogos, aki Jacobnak dolgozik.                                                                                             |
| Keon Alexander       | Javad             | Fehér Tibor      | A Forradalmi Gárda kudsz erőinek hírszerzési tisztje és az iráni ENSZ-misszió biztonsági vezetője New Yorkban.                             |
| Michael Malarkey     | Markus Dargan     | Mészáros András  | A megbuktatott terrorista diktátor, Viktor Bala unokaöccse.                                                                                |
| Amanda Warren        | Catherine Weaver  | Peller Anna      | Peter kapcsolattartója az éjjeli akcióban.                                                                                                 |

### Mellékszereplők
| Színész           | Szereplő         | Magyar hang        | Leírás                                                                   |
| ----------------- | ---------------- | ------------------ | ------------------------------------------------------------------------ |
| Andre Anthony     | Colin Worley     | L. Nagy Attila     | Washingtoni robbantásos merénylet elkövetője.                            |
| Andre Anthony     | Matteo Worley    | L. Nagy Attila     | Colin egypetéjű ikertestvére.                                            |
| Christopher Shyer | Ashley Redfield  | Mihályi Győző      | Az Egyesült Államok alelnöke.                                            |
| Toby Levins       | Nathan Briggs    | Kékesi Gábor       | Az amerikai titkosszolgálat ügynöke, aki Redfield emberei közé tartozik. |
| Ben Cotton        | Gordon Wick      | Jánosi Dávid       | Egy kormányzati katonai magánvállalkozó vezérigazgatója.                 |
| Kari Matchett     | Michelle Travers | Bartsch Kata       | Az Egyesült Államok elnöke.                                              |
| Brittany Snow     | Alice Leeds      | Bogdányi Titanilla | Peter partnere az éjjeli küldetésben Bangkokban.                         |
| Teddy Sears       | Warren Stocker   | Dévai Balázs       | Egykori FBI-ügynök, aki hírszerzési információkat árul Bangkokban.       |
| Albert Jones      | Aiden Mosley     | Maday Gábor        | Az FBI helyettes igazgatója.                                             |
| Marjan Neshat     | Azita Taheri     | Bertalan Ágnes     | Noor anyja.                                                              |
| Anousha           | Haleh            | Berkes Boglárka    | Segéd az iráni ENSZ-missziónál New Yorkban, Noor barátja.                |
| Navid Negahban    | Abbas Mansuri    | Mihályfi Balázs    | Irán ENSZ-nagykövete.                                                    |
| Rob Heaps         | Tomás Bala       | Czető Roland       | Markus unokatestvére és Viktor Bala fia.                                 |
| Elise Kibler      | Sloane Killory   | Nagy Blanka        | Tomás barátnője.                                                         |
| Marwan Kenzari    | Sami Saidi       | Varju Kálmán       | Az éjjeli akció egyik ügynöke és volt Delta Force szakaszvezető.         |
| Dikran Tulaine    | Viktor Bala      | Koncz István       | Letartóztatott diktátor és háborús bűnös, aki Hágában van börtönben.     |
| Kiarash Amani     | Farhad Taheri    | Kretz Boldizsár    | Noor öccse.                                                              |

### Magyar változat
- Magyar szöveg: Vajnági Márta
- Felvevő hangmérnök: Bogdán Gergő
- Hangmérnök: Policza Imre (1. évad), Horváth Bence (2. évad)
- Vágó: Kránitz Bence (1. évad), Sári-Szemerédi Gabriella (2. évad)
- Gyártásvezető: Újréti Zsuzsa (1. évad), Hódos Edina (2. évad)
- Szinkronrendező: Aprics László (1. évad), Blahó Gergely (2. évad)
- Produkciós vezető: Felföldi Anna (1. évad), Várkonyi Krisztina (2. évad)

A szinkront az Iyuno Hungary (1. évad), majd a Mafilm Audio Kft. (2. évad) készítette.

## Évados áttekintés
| Évad | Évad | Epizódok | Amerikai sugárzás | Amerikai sugárzás | Amerikai adó     | Magyar sugárzás   | Magyar sugárzás   | Magyar adó |
| Évad | Évad | Epizódok | Évadpremier       | Évadfinálé        | Amerikai adó     | Évadpremier       | Évadfinálé        | Magyar adó |
| ---- | ---- | -------- | ----------------- | ----------------- | ---------------- | ----------------- | ----------------- | ---------- |
|      | 1    | 10       | 2023. március 23. | 2023. március 23. |                  | 2023. március 23. | 2023. március 23. |            |
|      | 2    | 10       | 2025. január 23.  | 2025. január 23.  | 2025. január 23. | 2025. január 23.  |                   |            |

## Epizódok

### 1. évad (2023)
| Sor. | Év. | Cím                                | Rendező           | Író                        | Premier           |
| ---- | --- | ---------------------------------- | ----------------- | -------------------------- | ----------------- |
| 1.   | 1.  | A hívás (The Call)                 | Seth Gordon       | Shawn Ryan                 | 2023. március 23. |
| 2.   | 2.  | Újrahívás (Redial)                 | Seth Gordon       | Shawn Ryan                 | 2023. március 23. |
| 3.   | 3.  | Az állatgondozó (The Zookeeper)    | Guy Ferland       | Munis Rashid és Shawn Ryan | 2023. március 23. |
| 4.   | 4.  | Szigorúan titkos (Eyes Only)       | Ramaa Mosley      | Seth Fisher                | 2023. március 23. |
| 5.   | 5.  | A bábu (The Marionette)            | Guy Ferland       | Corey Deshon               | 2023. március 23. |
| 6.   | 6.  | Elmélyülés (Fathoms)               | Ramaa Mosley      | Imogen Browder             | 2023. március 23. |
| 7.   | 7.  | Hidegvérrel (Best Served Cold)     | Adam Arkin        | Tiffany Shaw Ho            | 2023. március 23. |
| 8.   | 8.  | Újrázás (Redux)                    | Adam Arkin        | Rachel Wolf                | 2023. március 23. |
| 9.   | 9.  | A biztos rossz (The Devil We Know) | Millicent Shelton | Munis Rashid               | 2023. március 23. |
| 10.  | 10. | Apák (Fathers)                     | Millicent Shelton | Seth Fisher                | 2023. március 23. |

### 2. évad (2025)
| Sor. | Év. | Cím                                             | Rendező            | Író                               | Premier          |
| ---- | --- | ----------------------------------------------- | ------------------ | --------------------------------- | ---------------- |
| 11.  | 1.  | Telefonkövetés (Call Tracking)                  | Guy Ferland        | Shawn Ryan                        | 2025. január 23. |
| 12.  | 2.  | Megszakadt kapcsolat (Disconnected)             | Guy Ferland        | Tiffany Shaw Ho és Corey Deshon   | 2025. január 23. |
| 13.  | 3.  | Kormánytulajdon (Government Property)           | Adam Arkin         | Imogen Browder                    | 2025. január 23. |
| 14.  | 4.  | Kétségbeesett intézkedések (Desperate Measures) | Adam Arkin         | Anayat Fakhraie                   | 2025. január 23. |
| 15.  | 5.  | Családi ügy (A Family Matter)                   | Ana Lily Amirpour  | Munis Rashid                      | 2025. január 23. |
| 16.  | 6.  | Egy jó ügynök (A Good Agent)                    | Ana Lily Amirpour  | Lukas Johnson                     | 2025. január 23. |
| 17.  | 7.  | Forrófejűség (Tilt)                             | Nina Lopez Corrado | Tiffany Shaw Ho                   | 2025. január 23. |
| 18.  | 8.  | Útelágazások (Divergence)                       | Nina Lopez Corrado | Corey Deshon                      | 2025. január 23. |
| 19.  | 9.  | Nemzetközi csereprogram (Cultural Exchange)     | Millicent Shelton  | Anayat Fakhraie és Imogen Browder | 2025. január 23. |
| 20.  | 10. | Vásárlói bűntudat (Buyer's Remorse)             | Millicent Shelton  | Munis Rashid                      | 2025. január 23. |

## A sorozat készítése
2020. december 24-én bejelentették, hogy a Sony Pictures Television gyártja Matthew Quirk regényének adaptációját, amelynek írója Shawn Ryan lesz.  2021. július 21-én a sorozatot a Netflix vásárolta meg, a bevezető epizódot Seth Gordon rendezte, a tíz epizódból álló sorozat producere pedig Ryan, Marney Hochman, Julia Gunn, James Vanderbilt, William Sherak, Paul Neinstein, Nicole Tossou és David Beaubaire lesz.